# Nellie Melba
Pour les articles homonymes, voir Melba.
Nellie Melba, de son nom de naissance Helen Porter Mitchell, née à Richmond (Victoria) le 19 mai 1861 et morte à Lilydale (Victoria) le 23 février 1931, est une soprano colorature australienne.

## Biographie

### Enfance et débuts
Après une formation musicale solide dans son pays auprès de Pietro Cecchi, elle est, en Europe, l'élève de Mathilde Marchesi et  de Manuel Garcia junior. 
Son nom de scène provient de la ville de Melbourne, capitale de l'État de Victoria, où elle donne son premier concert. 
Elle fait ses débuts internationaux en 1887 au Théâtre de la Monnaie à Bruxelles, en Gilda (Rigoletto) où l'on remarque tout de suite l'étendue de sa tessiture, la souplesse et la pureté de sa voix.
Vers 1890, elle poursuit son instruction musicale à Paris. Elle habite alors au 91 avenue Henri Martin.

### Succès
Toutes ces qualités de colorature alliées à une présence sur scène font de Nellie Melba une des principales divas de son époque, particulièrement adulée à Londres et New-York. Son répertoire va bien au-delà du belcanto (elle ne chante pas Mozart et Bellini, peu Rossini et Meyerbeer) et elle se concentre sur Gounod, Thomas, Delibes et Massenet. Les deux seuls opéras qu'elle crée sont de Saint-Saëns et Bemberg. Elle chante Verdi et Wagner.
En janvier 1900, Gustav Mahler, directeur, l'invita à l'Opéra de Vienne. Elle se produisit également à l'Austral Salon de Melbourne.
Pendant la Première Guerre mondiale, elle lève 100 000£ pour les blessés. Elle est faite Dame de l'Empire britannique.

### Enregistrements
Avec Adelina Patti, elle est une des premières cantatrices dont la voix fit l'objet d'enregistrements phonographiques. Après avoir détruit les premières matrices enregistrées en 1904, elle donne son accord pour les suivantes que l'on trouve dans le commerce. Son discours d'adieu, lors de la dernière soirée à laquelle elle prend part à Covent-Garden, le 8 juin 1926, a été enregistré par HMV.

## La pêche Melba
En 1894, elle chantait Lohengrin à Covent Garden ; le chef cuisinier de l'hôtel Savoy, à Londres, Auguste Escoffier a créé la recette de la pêche Melba (pêche, glace à la vanille et coulis de framboise) en l'honneur de Nellie Melba. La présentation a été faite sur un plateau qui comportait un cygne de glace (allusion à l'opéra). La pêche atténuait d'éventuelles altérations du larynx. La version définitive est de 1899 au Carlton de Londres. Le succès de ce dessert glacé ne s'est pas démenti jusqu'à nos jours.

## Dans la culture populaire
Dans la série télévisée historique Downton Abbey, elle est jouée le temps d'un épisode par la soprano Kiri Te Kanawa. Elle donne un concert privé à la famille Crawley et leurs proches, en interprétant notamment O mio babbino caro, extrait de l'opéra Gianni Schicchi de Puccini.
À Richmond, Victoria en Australie, ville natale de Nellie Melba, une école maternelle « Dame Nellie Melba Kindergarten » existe depuis 1915.
À Anderlecht une commune de la région de Bruxelles une avenue porte le nom Nellie Melba ainsi qu'une école primaire néerlandophone.